# Seraphina Lenz

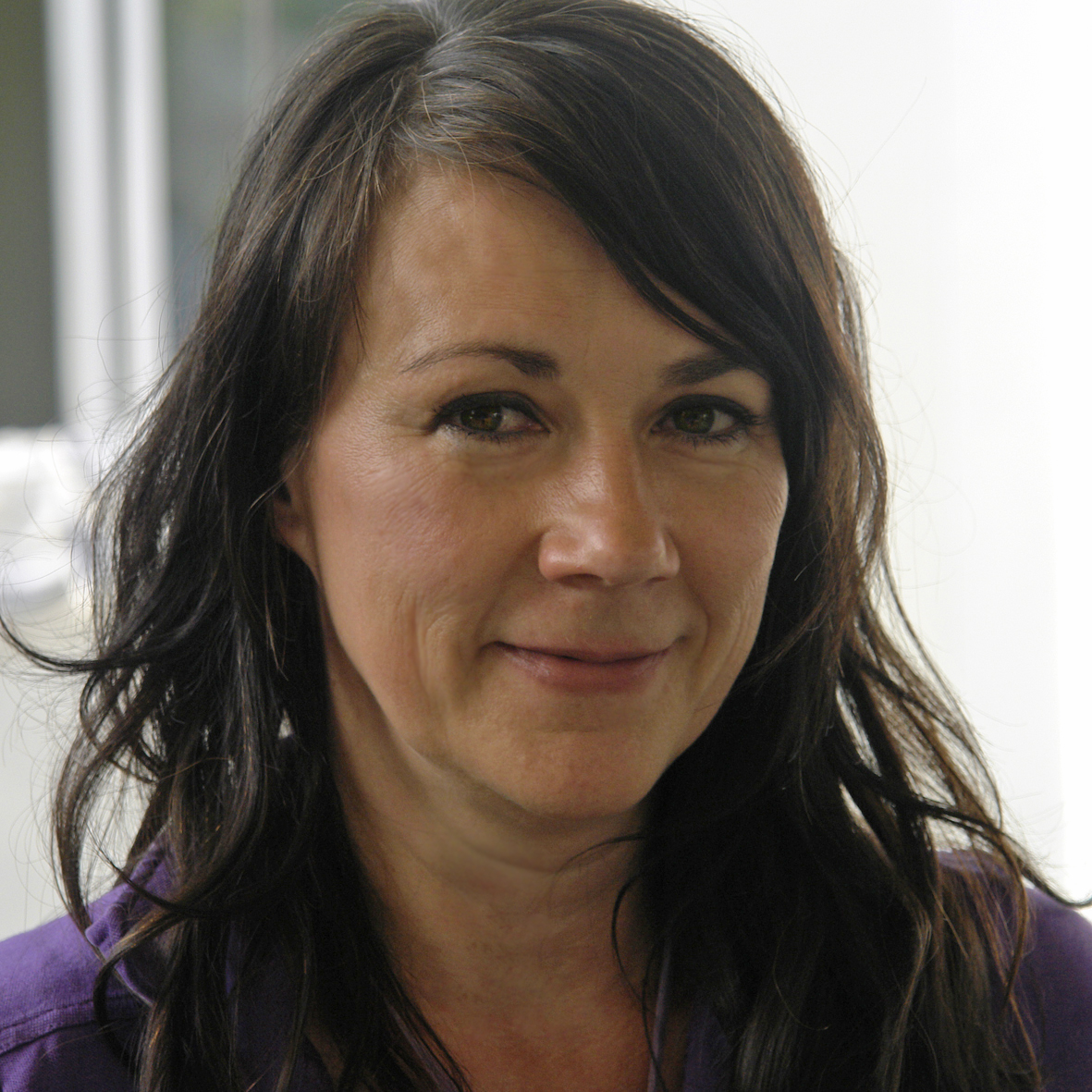
Seraphina Lenz

Seraphina Lenz (* 1963 in Münster) ist eine deutsche Künstlerin.

## Leben
Lenz wurde in Münster geboren. Die Familie wohnte auf einem Kotten im Umland Münsters.
Ihr Vater, Otto Lenz, war Professor für Kunstpädagogik an der Pädagogischen Hochschule Münster und starb in den frühen 1980er Jahren. Ihre Mutter war als Kunstlehrerin berufstätig.
Seraphina Lenz und ihre drei Geschwister, darunter die DJs Maximilian (WestBam) und Fabian Lenz (DJ Dick) wurden antiautoritär erzogen.

## Werdegang
Von 1985 bis 1986 absolvierte sie eine Ausbildung zur Modelistin an der Pariser Modehochschule École supérieure des arts et techniques de la mode (ESMOD). Im Anschluss folgte von 1987 bis 1994 ein Studium der Bildhauerei an der Kunstakademie Münster, wo sie Meisterschülerin bei Reiner Ruthenbeck war.
1996 bekam sie einen Lehrauftrag an der Kunstakademie Münster. Im gleichen Jahr erhielt Lenz ein Stipendium der Stiftung Künstlerdorf Schöppingen. Seit 1997 lebt und arbeitet Lenz als freischaffende Künstlerin in Berlin. Im Jahr 2000 war Lenz Gastdozentin an der Staatlichen Universität Yokohama, wo sie auch ihre erste Einzelausstellung umsetzte. Seit dem Jahr 2001 setzt sie Ausstellungen und Projekte im öffentlichen Raum um. Von 2001 bis 2005 arbeitete sie am BLK-Forschungsprojekt Kulturelle Bildung im Medienzeitalter am LISUM. Im Jahr 2008 gründete Lenz gemeinsam mit sechs weiteren Künstlern in der Berliner Brunnenstraße das Projekt oqbo – raum für bild wort ton als Projektraum für Ausstellungen, Gesprächsreihen, Lesungen und Musikaufführungen. 2010 war Lenz Teaching Artist an der Carl von Ossietzky Universität Oldenburg und von 2011 bis 2013 Dozentin am Institut für Kunst im Kontext an der Universität der Künste Berlin.
Ein wichtiges Thema ihrer Arbeiten ist die Herstellung von Stadträumen. Ihr künstlerisches Gestaltungskonzept der Werkstatt für Veränderung thematisierte von 2003 bis 2010 die Benutzung der Berliner Parkanlage Carl-Weder-Park. Im September 2014 initiierte sie das Kunstprojekt Glamourriese als „musikalische Revue mit Tanz, Text, Sound und Vision“.

## Einzelausstellungen und Projekte
- 2000: Yokohama National University Culture Hall, Yokohama, Japan
- 2000: Naito Gallery, Misaki, Japan
- 2001: Jagdfieber, Karl-Marx-Straße, Berlin (Katalog)
- 2002: cocooning de luxe, Städtische Galerie Bergkamen (Katalog)
- 2003–2010: Werkstatt für Veränderung, Carl-Weder-Park, Berlin (Katalog)
- 2005: fortsetzen, Arp-Museum Bahnhof Rolandseck, Remagen (Katalog)
- 2008: tätigkeiten, Arp-Museum Bahnhof Rolandseck, Remagen
- 2009: cut, Galerie oqbo, Berlin
- 2010: fehlen, Intervention an der Marzahner Promenade
- 2011: Ausstellung der Werkstatt für Veränderung, Galerie im Körnerpark, Berlin
- 2011–2014: Die Werkstatt weckt den weißen Riesen, Berlin
- 2012: Skizze und Salon, Galerie oqbo, Berlin
- 2013: Seraphina Lenz & Michael Bause, eclectic Window Gallery, Berlin
- 2013–2017: ANSPIEL, performatives Kunstprojekt im Rahmen der IGA-Kunst, Berlin
- 2015: Schnee, Galerie oqbo, Berlin
- 2018: Vollkomfort, Galerie im Hochhaus, Berlin
- 2018: Weiß, weiß ich, galerie weißer elefant, Berlin
- 2019: Die Marzahner Promenade spricht, Rechercheprojekt und performativer Spaziergang, Kulturamt Marzahn-Hellersdorf
- 2019: mots croisés, Kurt-Kurt Kunst und Kontext im Stadtlabor Moabit, Berlin
- 2019: der Elefant im Raum, oqbo
- 2019: raum für bild wort ton, Berlin
- 2020: ein freundlicher Kopffüßler mit hängenden Armen, Installation im Rahmen des Projekts „vor dem Abriss im Jahn-Sportpark“, kuratiert von Katharina Lüdicke
- 2021: woodblockprints, Gallery G2, (mit Michael Bause) Ginza, Tokio, Japan
- 2021: Deviantes, Audiodeskription des Vinetaplatzes, Hörstück für blinde und sehende Menschen, Podcast und Aufführung

## Schriften (Auswahl)
- Werkstattbriefe, 1-8 Hrsg. Bezirksamt Neukölln von Berlin, Berlin 2003–2010
- Werkstatt für Veränderung. Hrsg. Bezirksamt Neukölln von Berlin, 2011, Köln, Salon Verlag, ISBN 978-3-89770-382-7
- Schwerbelastungskörper: Publikation zur Ausstellung „Unbequemes Denkmal – ein Kunstprojekt am Schwerbelastungskörper“. (mit Valeria Fahrenkrog und Petra Zwaka), 2014, Berlin, Universität der Künste Berlin, ISBN 978-3-89462-250-3